# چوپان دروغگو (ترانه لورا برانیگن)
«چوپان دروغگو» (به انگلیسی: Cry Wolf) تک‌آهنگی از هنرمند اهل ایالات متحده آمریکا لورا برانیگن است که در سال ۱۹۸۷ میلادی منتشر شد.